# Eskes

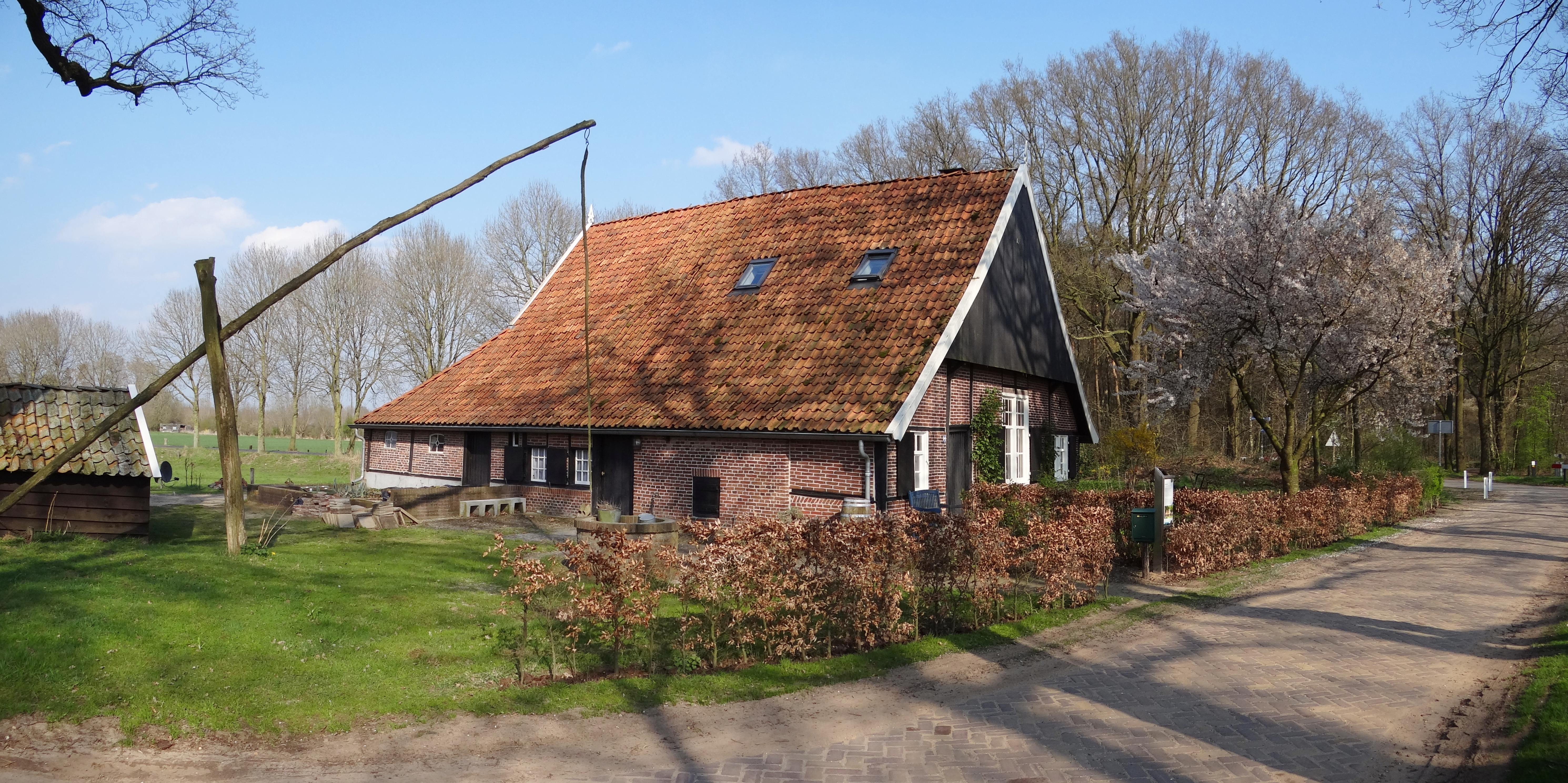
Boerderij Eskes

Boerderij Eskes is een Saksische boerderij zuidelijk gelegen van Bredevoort in de gemeente Aalten in de Gelderse Achterhoek, aan het kruispunt Stationsweg, Walfortlaan en de Eskesweg. De boerderij stamt mogelijk uit de 18e eeuw/19e eeuw. De boerderij is een rijksmonument.

## Geschiedenis
De boerderij ligt pal naast de Bolle Es en hoorde vroeger bij het landgoed en havezate 't Walfort. Bij de bouw werden mogelijk materialen gebruikt van de gesloopte bovenverdieping van de havezate Walfort]. Sinds de bouw van de boerderij is er niet veel aan het huis veranderd, zelfs de erfinrichting met bijbehorende waterput is goed bewaard gebleven. De achtergevel geeft teruggeplaatste deeldeuren omdat de stallen aan beide kanten van de deur uitgebouwd zijn. Het woondeel had naast de woonkeuken een pronkkamer.
't Boerderi'jken · Bouwhuis Wever · De Prins van Oranje · Eskes · Grote Gracht · Hozenstraat 16 · Kerkstraat 13 · Kuupershuusken · Landstraat 10 · Markt 1 · Markt 5 · Markt 7 · Misterstraat 85 · Sint Bernardus · Sint-Joriskerk · Vestingpark · 't Zand 2